# Erblande
Bajo el nombre de Erblande (en alemán, tierras hereditarias) se conocen al conjunto de territorios que la casa de Habsburgo ostentaba de forma hereditaria situados alrededor de la actual República de Austria.

## Historia
La denominación surgió hacia finales del siglo XV. La denominación de todos los territorios se mantuvo hasta la caída del Imperio austrohúngaro en 1918.

## Descripción

Mapa mostrando las Erblande en distintos tonos de rojo antes de 1627.

Los territorios comprendidos bajo la denominación de Erblande fueron los siguientes:
- Territorios originarios de acuerdo con el Tratado de Neuberg (1379)
  - Archiducado de Austria, incluyendo:
    - Baja Austria
    - Alta Austria

  - Austria interior, incluyendo:
    - Ducado de Estiria
    - Ducado de Carintia
    - Ducado de Carniola
    - Condado de Gorizia (desde 1500) y después de Condado de Gorizia y Gradisca
    - Marca de Istria
    - Ciudad de Trieste

  - Austria Superior, inckuyendo:
    - Condado de Tirol
    - Austria anterior

A estos territorios se añadirían en 1627 las tierras conocidas anteriormente como Tierras de la Corona Bohema: reino de Bohemia, margraviato de Moravia, Alta y Baja Lusacia y los ducados de Silesia.